# Dohma
Dohma je obec v německé spolkové zemi Sasko. Nachází se v zemském okrese Saské Švýcarsko-Východní Krušné hory a má přibližně 2 000 obyvatel.

## Geografie
Obec leží asi 3 km jižně od okresního města Pirna a rozkládá se na náhorní plošině mezi údolími řek Bahre a Gottleuba.

## Historie
Dohma byla spolu s okolními vesnicemi založena ve 14. století. V písemných pramenech je poprvé zmiňována roku 1315 jako Domyn. Roku 1994 se k Dohmě připojila dosud samostatná obec Goes a v roce 1998 Cotta.

## Správní členění
Dohma se dělí na 3 místní části.
- Cotta
- Dohma
- Goes

## Pamětihodnosti
- zámek Cotta
- vesnický kostel v Cottě

## Osobnosti
- Gottfried Christoph Härtel (1763–1827) – hudební vydavatel